# Сирковиці
Сирковиці (рос. Сырковицы) — присілок у Волосовському районі Ленінградської області Російської Федерації.
Населення становить 72 особи. Належить до муніципального утворення Большеврудське сільське поселення.

## Історія
Від 1 серпня 1927 року належить до Ленінградської області.

## Населення
| 1838 | 1862 | 1885 | 1997 | 2007 | 2010 | 2013 |
| ---- | ---- | ---- | ---- | ---- | ---- | ---- |
| 421  | ↗522 | ↘273 | ↘81  | →81  | ↗87  | ↘78  |
| 2014 | 2017 |      |      |      |      |      |
| →78  | ↘72  |      |      |      |      |      |